# 熱絶縁施工技能士
熱絶縁施工技能士（ねつぜつえんせこうぎのうし）とは、国家資格である技能検定制度の一種で、都道府県知事（問題作成等は中央職業能力開発協会、試験の実施等は都道府県職業能力開発協会）が実施する、熱絶縁施工に関する学科及び実技試験に合格した者をいう。
なお職業能力開発促進法により、熱絶縁施工技能士資格を持っていないものが熱絶縁施工技能士と称することは禁じられている。
熱絶縁施工技能士は、職業訓練指導員 (熱絶縁科)の実技試験免除資格となっている。

## 区分
熱絶縁施工の中で保温保冷工事作業と吹付け硬質ウレタンフォーム断熱工事作業に分かれる。

## 級別
保温保冷工事作業、吹付け硬質ウレタンフォーム断熱工事作業ともに1級、2級の別がある。

## 実技作業試験内容

### 熱絶縁施工(保温保冷工事作業)
- 1級：呼び径100Aの水道用硬質塩化ビニル管等で製作された試験台及び鋼管エルボに押出法ポリスチレンフォーム保温筒、ロックウール保温帯、けい酸カルシウム保温筒、溶融亜鉛めっき鋼板等を使用して、熱絶縁作業を行う。試験時間＝5時間
- 2級：呼び径100Aの水道用硬質塩化ビニル管等で製作された試験台及び鋼管エルボに押出法ポリスチレンフォーム保温筒、ロックウール保温筒、ロックウール保温帯、けい酸カルシウム保温筒、ステンレス鋼板等を使用して、熱絶縁作業を行う。試験時間＝4時間30分

### 熱絶縁施工(吹付け硬質ウレタンフォーム断熱工事作業)
- 1級：試験台の施工部（折板及びベニヤ）に硬質ウレタンフォーム吹付け発泡作業を行う。試験時間＝1時間40分
- 2級：試験台の施工部(ベニヤ)に硬質ウレタンフォーム吹付け発泡作業を行う。試験時間＝1時間20分